# Wardell Pomeroy
Wardell Baxter Pomeroy (Kalamazoo, 6 dicembre 1913 – Bloomington, 6 settembre 2001) è stato un sessuologo statunitense, coautore di numerosi scritti con Alfred C. Kinsey, tra cui i rapporti omonimi.

## Biografia
Figlio di Percy W. e Mary A. Pomeroy, studiò all'Università dell'Indiana dove completò il Bachelor of Arts nel 1935 e il Master of Arts nel 1942. Nel '54 conseguì il dottorato in psicologia alla Columbia University.
Mentre collaborava come psicologo con un ospedale dello stato dell'Indiana, incontrò Alfred Kinsey e iniziò a dedicarsi al suo fondamentale progetto di ricerca sulla sessualità. Divenne direttore della ricerca sul campo dell'Istituto Kinsey, incaricò che lasciò nel '63 quando si trasferì a New York dove divenne sessuologo e consulente matrimoniale. In tale periodo scrisse libri sulla sessualità adolescenziale rivolti al grande pubblico.
Pomeroy condusse personalmente 8.000 delle 18.000 interviste che confluirono nello studio in due volumi denominato Rapporti Kinsey (Sexual Behavior in the Human Male, pubblicato nel 1948; Sexual Behavior in the Human Female, pubblicato nel 1953).
Nel '76 divenne decano dell'Institute for Advanced Study of Human Sexuality di San Francisco e professore aggiunto della California Medical School e della Università statale della California - Northridge. Nel '78 fu nominato membro dell'advisory board della Fondazione per l'avanzamento dei transessuali canadesi (FACT), intitolata in onore dell'attivista Rupert Raj.
Nel 1983 lasciò ogni incarico a causa di un peggioramento delle condizioni di salute. Si spense nel 2001 a Bloomington, a seguito di una di demenza da corpi di Lewy.

## Pubblicazioni
- A.C. Kinsey, W.B. Pomeroy, C.E. Martin, Sexual Behavior in the Human Male, (Filadelfia, PA: W.B. Saunders, 1948). ISBN 0-253-33412-8.
- A.C. Kinsey, W.B. Pomeroy, C.E. Martin, P.H. Gebhard, Sexual Behavior in the Human Female, (Filadelfia, PA: W.B. Saunders, 1953). ISBN 0-253-33411-X.
- Boys and Sex (New York: Delacorte, 1968) ISBN 0-385-30250-9
- Girls and Sex (New York: Delacorte, 1970) ISBN 0-385-30251-7
- Dr. Kinsey and the Institute for Sex Research (New York: Harper and Row, 1972) ISBN 0-300-02916-0
- Your Child and Sex: A Guide for Parents (New York: Delacorte, 1974) ISBN 0-440-08109-2

## Accoglienza
I libri Boys and Sex e Girls and Sex sono stati di frequente censurati o oggetto di critiche. Entrambi i libri sono finiti nell'elenco dell'American Library Association dei libri più frequentemente vietati e contestati dal 1990 al 1999: Boys and Sex al 61° e Girls and Sex al 98°.